# Karlovacs stadsvapen
Karlovacs stadsvapen, officiellt Staden Karlovacs stadvapen (kroatiska: Grb grada Karlovca), är den kroatiska staden Karlovacs heraldiska vapen. Tillsammans med stadsflaggan utgör den stadens främsta visuella symbol.    

## Beskrivning
Karlovacs stadsvapen återinfördes år 1994 och är den Fria kungliga staden Karlovacs historiska stadsvapen. Det är en oval vapensköld uppdelad i tre fält. Det vänstra övre fältet är röd-vit-rutigt medan det övre högra fältet har två korsade ankare mot en röd bakgrund. Den nedre halvan av stadsvapnet är blått och visar en kontur av den befästa staden Karlovac med dess murar och kyrkor omgivna av två floder. I det nedre blå fältets övre vänstra hörn finns en gyllene sol i mänsklig form och på det högra hörnet en halvmåne. Centralt på stadsvapnet finns ett mindre gyllene vapen med den tidigare kroatiske kungen och tysk-romerske kejsaren Josef II (1741–1790) initialer. Vapenskölden kröns av en gyllene folkkrona. Två sjöjungfrur på var sida om stadsvapnet håller upp sköldens mantel.